# Brasílio Ramos Caiado
Brasílio Ramos Caiado (Goiás, 8 de agosto de 1929 – São Paulo, 23 de setembro de 2006) foi um médico, fazendeiro e político brasileiro membro de tradicional família atuante no estado de Goiás.

## Dados biográficos
Filho de Brasil Ramos Caiado e Noêmia Rodrigues Caiado. Médico formado em 1958 na Universidade Federal do Rio de Janeiro, integrou o Clube da Lanterna ao lado de figuras como Carlos Lacerda. Em sua cidade natal fundou um hospital batizado com o nome de seu pai e foi diretor do Hospital São Pedro de Alcântara. Eleito prefeito de Goiás para um mandato de cinco anos em 1960, ingressou na ARENA em apoio ao Regime Militar de 1964 e por essa legenda foi eleito deputado estadual em 1966. Líder do governo Otávio Lage, foi presidente da Assembleia Legislativa de Goiás no último ano de mandato.
Eleito deputado federal em 1970, disputou um novo mandato em 1978 quando foi reeleito, porém licenciou-se do mandato a fim de assumir o cargo de secretário de Justiça no governo Ary Valadão. Reeleito pelo PDS em 1982, votou contra a Emenda Dante de Oliveira em 1984 e no ano seguinte apoiou Paulo Maluf no Colégio Eleitoral. Ao fim do mandato desfiliou-se do PDS e abandonou a política dedicando-se a atividades privadas.
Seu pai foi governador de Goiás e senador pelo respectivo estado durante a República Velha.